# サイクリンK
サイクリンK（英: cyclin K）は、ヒトではCCNK遺伝子にコードされるタンパク質である。

## 機能
CCNK遺伝子にコードされるサイクリンKタンパク質は、サイクリンファミリーに属する。このサイクリンはコンフォメーション変化によってサイクリン依存性キナーゼ（CDK）への結合と活性化を行い、転写を調節する。サイクリンはCDKに結合して活性化し、標的タンパク質をリン酸化によって活性化するキナーゼ複合体が形成される。その後、標的とされたタンパク質は細胞周期の進行に関する決定を調節する。サイクリンKは、CDKとRNAポリメラーゼIIの双方の活性を調節する二重の役割を果たしている。サイクリンKはRNAへの結合を介した機構で転写活性化を行う。

## 相互作用
サイクリンKはCDK9、CDK12、CDK13を含む複数のCDKと相互作用することが示されており、RNAポリメラーゼIIのC末端ドメインのリン酸化の補助などの役割が知られている。サイクリンKは転写伸長のプロセシビティの誘導との関係が最もよく知られている。また、G1期とS期におけるサイクリン活性も同定されているが、こうした機能の十分な理解は得られていない。
サイクリンKはHIVのNefタンパク質とも相互作用する。Nefタンパク質の過剰発現下ではサイクリンKとCDK9の結合が誘導され、他のCDK9結合複合体による正の伸長因子活性が阻害される。その結果、特定のHIV-1遺伝子の発現が阻害される。CDK13はHIV mRNAのスプライシング機構と相互作用し、GagやEnv関連タンパク質の発現を低下させる。
サイクリンKは白血病細胞の成長に必要不可欠である。SETD1AはFLOSドメインを介してサイクリンKに結合することが知られており、この相互作用はDNA損傷応答遺伝子の発現と白血病細胞の増殖に重要であることが示されている。

## 関連文献
- “P-TEFb containing cyclin K and Cdk9 can activate transcription via RNA”. The Journal of Biological Chemistry 277 (19):  16873–8. (May 2002). doi:10.1074/jbc.M200117200. PMID 11884399.
- “Cyclin K as a direct transcriptional target of the p53 tumor suppressor”. Neoplasia 4 (3):  268–74. (2002). doi:10.1038/sj.neo.7900235. PMC 1531701. PMID 11988847.
- “Large-scale characterization of HeLa cell nuclear phosphoproteins”. Proceedings of the National Academy of Sciences of the United States of America 101 (33):  12130–5. (August 2004). Bibcode: 2004PNAS..10112130B. doi:10.1073/pnas.0404720101. PMC 514446. PMID 15302935.
- “A protein-protein interaction network for human inherited ataxias and disorders of Purkinje cell degeneration”. Cell 125 (4):  801–14. (May 2006). doi:10.1016/j.cell.2006.03.032. PMID 16713569.
- “Global, in vivo, and site-specific phosphorylation dynamics in signaling networks”. Cell 127 (3):  635–48. (November 2006). doi:10.1016/j.cell.2006.09.026. PMID 17081983.
- “Crystal structure of human cyclin K, a positive regulator of cyclin-dependent kinase 9”. Journal of Molecular Biology 366 (2):  563–73. (February 2007). doi:10.1016/j.jmb.2006.11.057. PMC 1852425. PMID 17169370.